# 美國籃球協會
美国篮球协会（英語：American Basketball Association，简称），曾为美国的一个主要篮球联赛。于1967年成立，1976年被NBA联盟兼并。与1999年新建立的美国篮球协会并无关联。

## 历史
ABA创建于1967年，和1946年成立的美国NBA联盟互相竞争，1976年NBA与ABA合并。合并时投资者可以用比建立新的NBA球队便宜一半的价格买下原ABA球队。最终，四支ABA球队被吸纳参加了原来的NBA联盟，包括布魯克林籃网队（旧称纽约籃网队），丹佛金塊队，印第安纳溜馬队和圣安东尼奥马刺队。另外两支队伍，肯塔基上校队（Kentucky Colonels）和圣路易斯灵魂队（Spirits of St. Louis）在合并大潮的冲击下宣布解散。此外，弗吉尼亚绅士队（Virginia Squires）在合并前一个月停止运营，因而错过了合并的机遇。
ABA联盟比NBA联盟更开放，进攻更华丽。进攻时间为30秒（NBA为24秒），并率先引入三分线。ABA联盟采用红色、蓝色和白色组成的彩色球，而不是NBA使用的传统褐色皮质篮球。ABA的这些特点曾经逐渐的吸引许多球迷，但是始终由于缺乏电视转播合同，和之前遗留下来的财政损失，ABA最终难以为继。在它存在的最后一年，也就是1976年，ABA在丹佛率先举办了如今在NBA整个赛季被球迷津津乐道的灌篮大赛和全明星週末。
ABA对NBA的影响很大，如三分线、全明星週末、和灌篮大赛都成为NBA的一部分。ABA用更高的工资吸引NBA的球员、裁判和教练，使得NBA的工资水平随之提高，合并后NBA也保持了该工资水平。也使得NBA进入了北加州、弗吉尼亚州和肯塔基州。
前NBA巨星乔治·麦肯是ABA的第一任主席。同时也是他使用了三分线和ABA联盟的商标，一个红白蓝色相间的篮球。

## ABA球队名单
以粗體標記的隊伍目前仍然存在于NBA联盟中。箭號表示球隊的遷移。
- 安那罕伙伴队（Anaheim Amigos）→洛杉矶星队（Los Angeles Stars）→犹他星队
- 达拉斯灌木队（Dallas Chaparrals）/德克萨斯灌木队（Texas Chaparrals） → 圣安东尼奥马刺队
- 丹佛火箭/金塊队
- 休士頓小牛队 → 卡罗莱纳美洲狮队→聖路易精神隊
  - 犹他洛基山队（圣路易斯灵魂队原本迁移到盐湖城后改名。但是这个球队实际上没有参加过一场的常规赛比赛，就因为ABA和NBA合并而解散）
- 印第安納溜馬队
- 肯塔基上校队
- 新奥尔良海盗队（New Orleans Buccaneers）→孟菲斯职业/圆扁帽/乐曲队
  - 巴尔的摩急先锋队/蟹爪队（孟菲斯乐曲队迁去了新城市且取了新队名。蟹爪队进行过几场表演赛，但在常规赛之前球队解散了。）
- 明尼苏达马斯基队 → 迈阿密佛罗里达人队/佛罗里达人队
- 新泽西美国人 -> 纽約籃网队
- 奥克兰橡树队→华盛顿首都队（Washington Capitals） → 弗吉尼亚绅士队（Virginia Squires）
- 匹兹堡风笛手队 → 明尼苏达风笛手队（Minnesota Pipers） → 匹兹堡风笛手队/秃鹫队（Piper/Condors）
- 圣迭戈征服者队/帆船队（Conquistadors/Sails）

## ABA著名球星
- 朱利叶斯·欧文 （弗吉尼亚绅士队 和 纽约网队，以罚球线起跳扣篮而闻名世界，他被尊崇为"J博士"）。
- 路易·丹皮尔 （肯塔基上校队）， 全联盟的得分王
- 梅尔·丹尼尔斯 （印第安納溜馬队）
- 比利·坎宁安 （卡罗莱纳美洲狮队）
- 里克·巴里 （奥克兰橡树队） （以超高的罚球命中率著称。他的倒马桶式罚球姿势颇为传奇）.
- 康尼·霍金斯 （匹兹堡风笛手队）
- 戴维·汤普森 （丹佛金塊，曾经一场独得73分）
- 乔治·"冰人"·格温 （圣安东尼奥马刺）
- 乔治·麦金尼斯 （印第安納溜馬）
- 斯宾瑟·海伍德 （丹佛火箭）
- 阿堤斯·基尔莫勒 （肯塔基上校队）
- 丹·伊塞尔 （肯塔基上校队，丹佛金塊）
- 摩西·马龙 （他1974选秀大会中被猶他星队选中，他从1976年进入NBA联盟直到1995年退役）。
- 鲍比·琼斯 （卡罗莱纳美洲狮队）
- 马克·卡尔文 （丹佛火箭）
- 杰米·琼斯 （犹他星队）
- 唐·布斯 （印第安納溜馬）
- 罗杰·布朗 （印第安納溜馬）
- 唐尼·弗里曼 （印第安納溜馬）
- 拉里·琼斯 （丹佛火箭）
- 查理·斯科特 （弗吉尼亚绅士队）
- 拉尔夫·桑普森 （丹佛火箭）

## 历届ABA联盟总冠军
| 年份          | 冠军球队       | 比分  | 亚军球队       |
| ------------- | -------------- | ----- | -------------- |
| 1967年-1968年 | 匹兹堡风笛手队 | 4 - 3 | 新奥尔良海盗队 |
| 1968年-1969年 | 奥克兰橡树队   | 4 - 1 | 印第安納溜馬   |
| 1969年-1970年 | 印第安納溜馬   | 4 - 2 | 洛杉矶星队     |
| 1970年-1971年 | 犹他星队       | 4 - 3 | 肯塔基上校队   |
| 1971年-1972年 | 印第安納溜馬   | 4 - 2 | 纽约籃网队     |
| 1972年-1973年 | 印第安納溜馬   | 4 - 3 | 肯塔基上校队   |
| 1973年-1974年 | 纽约网队       | 4 - 1 | 犹他星队       |
| 1974年-1975年 | 肯塔基上校队   | 4 - 1 | 印第安納溜馬   |
| 1975年-1976年 | 纽约籃网队     | 4 - 2 | 丹佛金塊       |